# Is-sur-Tille
Is-sur-Tille [is syʁ tij] ist eine französische Gemeinde  mit 4308 Einwohnern (Stand: 1. Januar 2022) im Département Côte-d’Or in der Region Bourgogne-Franche-Comté. Sie gehört zum Arrondissement Dijon und zum Kanton Is-sur-Tille.

## Geographie
Is-sur-Tille liegt etwa 20 Kilometer nördlich von Dijon am Fluss Ignon, der dort in die Tille mündet. Die Tille bildet die östliche Gemeindegrenze. Umgeben wird Is-sur-Tille von den Nachbargemeinden Marey-sur-Tille und Villey-sur-Tille im Norden, Crécey-sur-Tille und Échevannes im Nordosten, Marcilly-sur-Tille im Osten, Chaignay im Süden, Diénay im Westen sowie Saulx-le-Duc im Nordwesten.

## Bevölkerungsentwicklung
| Jahr                       | 1962 | 1968 | 1975 | 1982 | 1990 | 1999 | 2006 | 2011 | 2018 |
| Einwohner                  | 2568 | 3448 | 3770 | 4200 | 4050 | 3926 | 3824 | 4339 | 4406 |
| Quellen: Cassini und INSEE |      |      |      |      |      |      |      |      |      |

## Sehenswürdigkeiten
- Kirche Saint-Léger aus dem 12. Jahrhundert
- Fünf Waschhäuser
- Haus Le Compasseur de Courtivron
- Amerikanischer Soldatenfriedhof des Ersten Weltkrieges

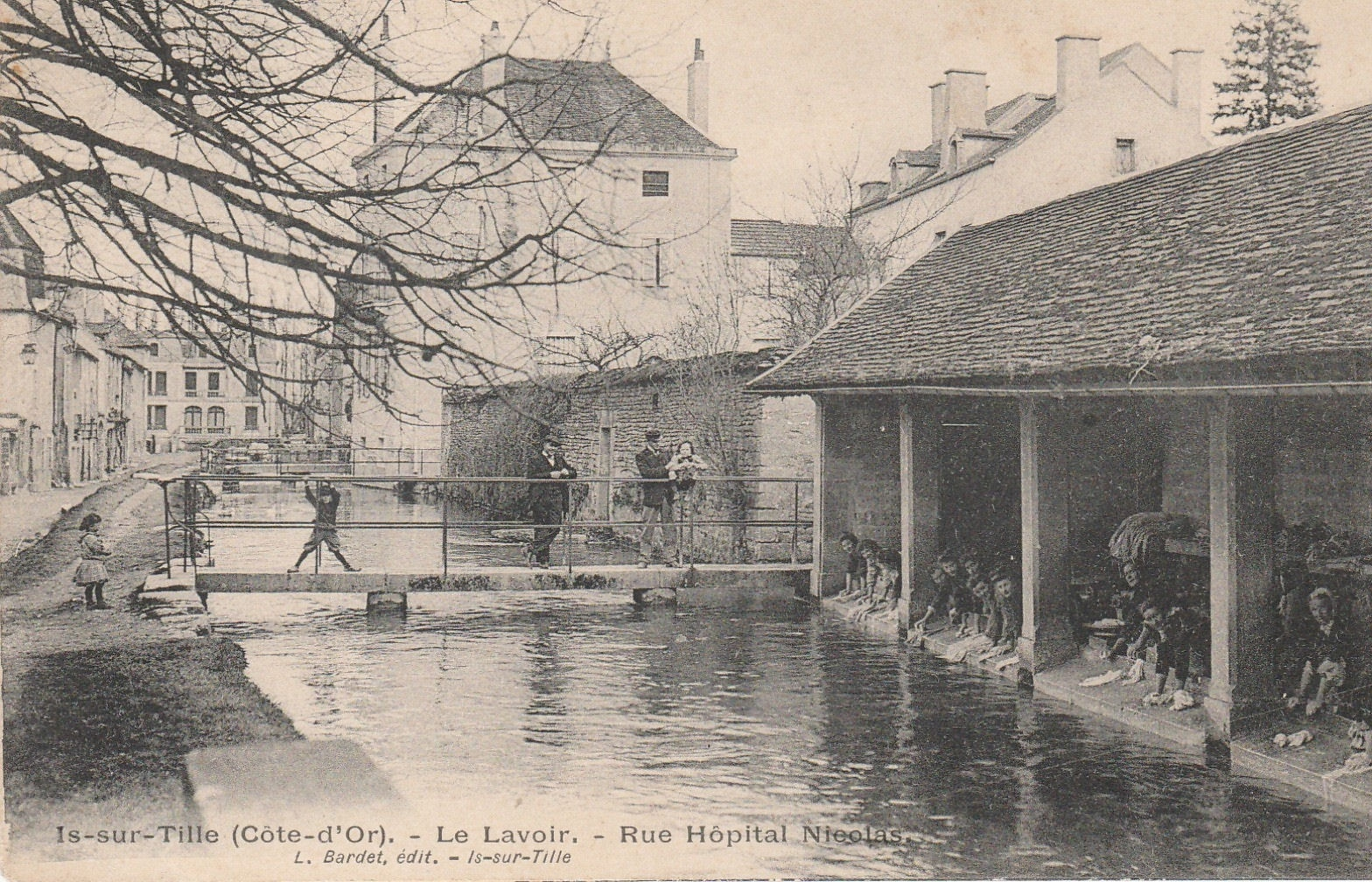
Ein Waschhaus um 1900
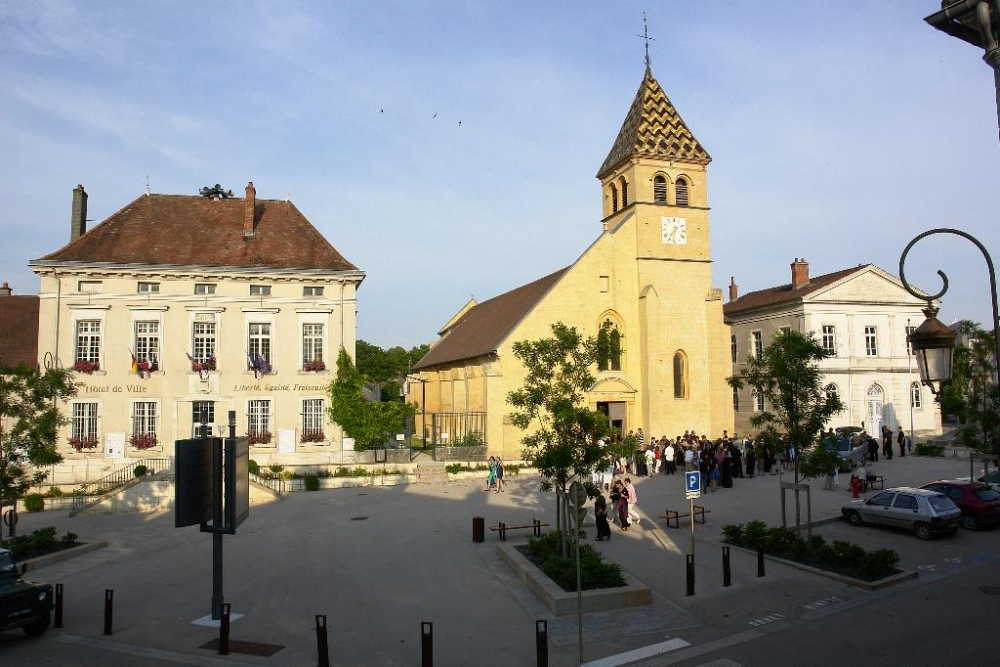
Place du Général Leclerc mit dem Hôtel de ville (Rathaus) und der Kirche Saint-Léger

## Verkehr

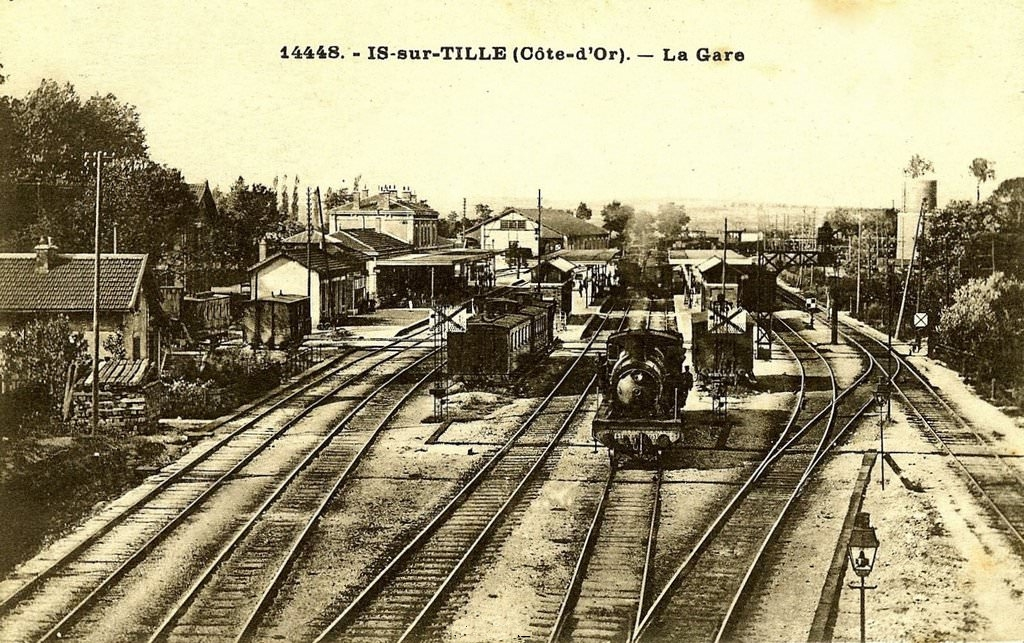
Der Bahnhof um 1915

Der Ort hat einen Bahnhof an der Bahnstrecke Dijon-Ville–Is-sur-Tille, die am 28. Oktober 1872 durch die Compagnie des chemins de fer de Paris à Lyon et à la Méditerranée (PLM) eröffnet und 1874 in Richtung Culmont-Chalindrey verlängert wurde. Mit der Eröffnung der kreuzenden Bahnstrecke Saint-Julien–Gray wurde er 1888 für mehr als hundert Jahre zu einem Eisenbahnknoten. Im Dezember 1964 wurde die Achse Dijon-Ville–Culmont-Chalindrey elektrifiziert. Aktuell wird der Bahnhof von TER-Regionalzügen bedient.
Durch die Gemeinde führt die frühere Nationalstraße N 459 als Departementsstraße D 903.

## Persönlichkeiten
- François Louis Bouchu (1771–1839), General der Artillerie

## Gemeindepartnerschaften
Mit der deutschen Gemeinde Waldmohr in Rheinland-Pfalz besteht seit 2004 eine Partnerschaft.